# Heihe
Heihe (chinois : 黑河市 ; pinyin : Hēihé shì) est une ville-préfecture de la province du Heilongjiang, au nord-est de la Chine. Sa population s'élève à 211 000 habitants pour le centre-ville. Elle se trouve sur le fleuve Amour (Heilongjiang pour les Chinois, origine du nom à cette ville), face à la ville russe de Blagovechtchensk, à laquelle elle est reliée par le pont Blagovechtchensk-Heihe . et prochainement par le téléphérique de l'agglomération transfrontalière de Blagovechtchensk-Heihe, le premier téléphérique transfrontalier au monde. Elle est entourée d'une région agricole.

## Agglomération transfrontalière Blagovechtchensk-Heihe
Depuis 2009 les deux villes  Blagovechtchensk en fédération de Russie et Heihe en république populaire de Chine ont formé l'agglomération transfrontalière Blagovechtchensk-Heihe.
Ce qui leur a permis de créer une gestion administrative plus rapprochée. Les réalisations d'un pont et d'un téléphérique sur le fleuve Amour, sont des exemples des résultats que ce rapprochement a permis.   

## Subdivisions administratives
La ville-préfecture de Heihe exerce sa juridiction sur six subdivisions — un district, deux villes-districts et trois xian :
- le district d'Aihui - 爱辉区 Àihuī Qū ;
- la ville-district de Bei'an - 北安市 Běi'ān Shì ;
- la ville-district de Wudalianchi - 五大连池市 Wǔdàliánchí Shì ;
- le xian de Nenjiang - 嫩江县 Nènjiāng Xiàn ;
- le xian de Xunke - 逊克县 Xùnkè Xiàn ;
- le xian de Sunwu - 孙吴县 Sūnwú Xiàn.

## Tourisme

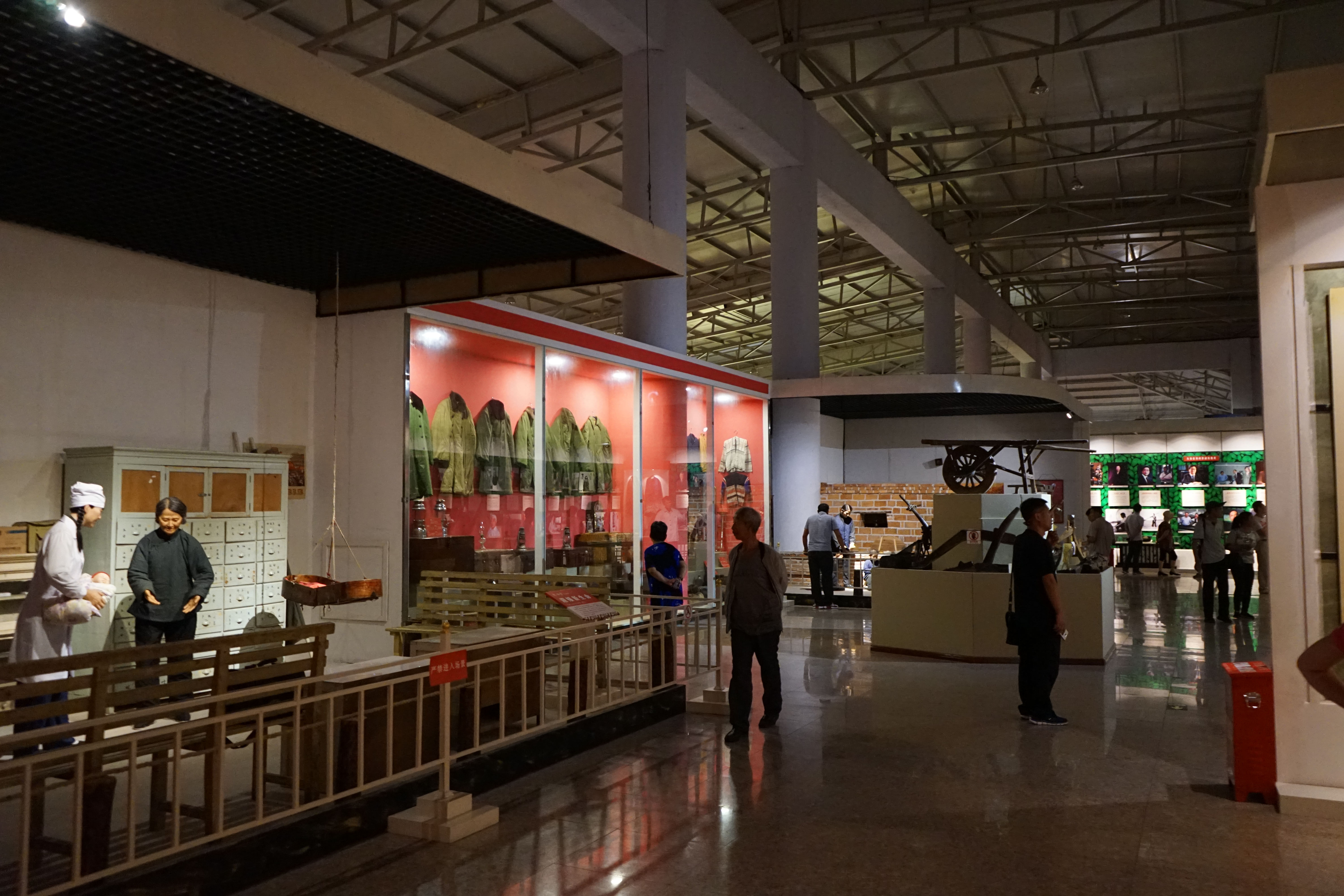
Musée des Zhiqing à Heihe

Un musée du mouvement d'envoi des zhiqing à la campagne est ouvert au public à Heihe.